# 霍里平泰山
13°43′53″S 70°43′19″W / 13.73139°S 70.72194°W
霍里平泰山（Jori Pintay），是秘魯的山峰，位於該國南部普諾大區的卡拉瓦亞省，處於柳斯卡里蒂山東南面和克略昆卡山東北面，屬於安第斯山脈的一部分，海拔高度約5,200米。